# Ratusz w Tczewie
Ratusz w Tczewie – funkcje ratusza spełnia okazały gmach wybudowany w trzech  stylach historycznych: neogotyckim, neomanierystycznym i w tzw. Landhausstil w 1908 wg planów architekta Curta Hempla, jako siedziba starostwa. Mieści się przy placu marszałka Józefa Piłsudskiego. Jest to siedziba Urzędu Miejskiego i tczewskiego samorządu – Rady Miejskiej i Zarządu Miasta.